# 기인 (프로게이머)
기인(본명: 김기인, 1999년 5월 28일 ~ )은 대한민국의 리그 오브 레전드 프로게이머이다. 포지션은 탑 라이너이며 Kiin이라는 아이디를 사용하고 있다. 현재 Gen.G에서 활동하고 있다. 한양공업고등학교 졸업, 세종사이버대학교 재학 중인 상황이다. MBTI는 ISTP이다.

## 선수 생활
2017년 6월 28일, 리그 오브 레전드 챔피언스 코리아의 에버8 위너스에 입단했다. 서머 시즌 팀의 주전 탑 라이너로 활동하였다. 기인은 에버8 위너스의 에이스로 평가를 받았으나 팀은 승강전으로 내려갔으며 결국 챌린저스로 강등되었다.
2018 시즌을 앞두고 아프리카 프릭스에 입단했다. 기인은 아프리카의 주전 탑 라이너로 활약하면서 스프링 시즌 팀의 창단 첫 결승 진출에 기여했다. 리프트 라이벌즈 2018에 참여하며 LCK의 준우승에 기여했다. 서머 시즌에도 팀의 에이스로 활약해 팀의 포스트 시즌 진출을 확정시켰다. 2018년 아시안 게임 리그 오브 레전드 종목에 참가하는 대한민국 리그 오브 레전드 국가대표팀에 선발되었다. 아시안 게임에서는 은메달을 차지했다. 리그 오브 레전드 월드 챔피언십 2018에서는 로스터에 포함되면서 참가했다. 기인은 팀의 주전 탑 라이너로 활동하면서 팀의 롤드컵 8강 진출에 기여했다.
2019 시즌에도 팀의 소년가장으로 활약했다. 2019년 2월 21일에 치러진 샌드박스 게이밍과의 경기에서는 엄청난 탑 캐리를 보여주면서 화제를 모았다. 서머 시즌에서도 팀의 주전 탑 라이너로 활동하면서 좋은 모습을 보여주었다.
2020 시즌을 앞두고 아프리카와 재계약을 체결하면서 팀에 잔류했다. 2019 LoL KeSPA컵에서는 팀의 케스파컵 우승에 기여했다. 기인은 KeSPA컵 최우수선수에 선정되었다. 스프링 1라운드에서는 좋은 모습을 이어나갔으나 2라운드 들어서는 부진에 빠졌다. 서머 시즌에도 좋지 못한 모습을 보여주었지만 시즌 후반부에 들어서는 부활한 모습을 보여주었다.
2021 스프링 시즌 초반 계속해서 좋지 않은 모습을 보여주었다. 하지만 시즌이 진행될수록 폼을 끌어올리며 팀의 에이스로 활약했다. 하지만 팀은 스프링 시즌 부진을 겪으며 포스트시즌에서 탈락했다. 서머 시즌에서는 폼이 오른 모습을 보여주었으며 팀의 포스트시즌 진출에 기여했다. 서머 시즌 종료 후 올프로 퍼스트팀에 포함되었다.
2022시즌을 앞두고 팀에 잔류했으며 팀의 주전 탑 라이너로 낙점받았다. 스프링 시즌 초반 좋지 않은 모습을 보여주었으나 시즌이 지날수록 폼을 회복하면서 팀의 포스트시즌 진출에 기여했다. 스프링 시즌 종료 후 LCK 서드팀에 포함되었다. 서머 시즌에서도 팀의 에이스로서 좋은 활약상을 보여주었지만 부진한 팀을 끌어올리지는 못했으며 팀은 포스트시즌 진출에 실패했다. 2022시즌 종료 후 FA가 되면서 팀에서 퇴단했다.
2023시즌을 앞두고 KT 롤스터에 입단했다.
2024시즌을 앞두고 Gen.G에 입단했다.

## 소속팀
| # | 팀명            | 소속 기간               | 소속 리그 | 비고 |
| - | --------------- | ----------------------- | --------- | ---- |
| 1 | 에버8 위너스    | 2017.06.28 ~ 2017.12.15 | LCK       |      |
| 2 | 아프리카 프릭스 | 2017.12.19 ~ 2022.11.22 | LCK       |      |
| 3 | KT 롤스터       | 2022.11.23 ~ 2023.11.21 | LCK       |      |
| 4 | Gen.G           | 2023.11.29 ~            | LCK       |      |

## 수상 내역
- 리그 오브 레전드 챔피언스 코리아 스프링 2018 준우승
- 리프트 라이벌즈 2018 준우승
- 2018년 아시안 게임 은메달
- 리그 오브 레전드 월드 챔피언십 2018 8강
- 2019 LoL KeSPA컵 울산 우승
- 2019 LoL KeSPA컵 울산 최우수선수